# Đào Thiên Hải
Đào Thiên Hải (thị xã Sa Đéc, Đồng Tháp, 1978) is een Vietnamees schaker. Đào is een grootmeester.

## Schaakcarrière
De hoogste FIDE-rating die Đào ooit heeft behaald, is 2609. Deze bereikte hij in april 2005. Zijn huidige rating (augustus 2012) is 2518 en hij is daarmee de nummer drie van Vietnam.
Đào won in 1996 de Open Donner Memorial en werd daarmee Open Nederlands kampioen schaken.
Đào kwam voor Vietnam uit bij het Schaken op de Aziatische Spelen 2006. Hij won hier een zilveren medaille.

## Trivia
- Đào Thiên Hải is een Vietnamese naam. De familienaam is Đào en staat in Vietnam voorop.